# Alpes Réticos meridionais
Os Alpes Réticos meridionais  são um maciço montanhoso que se encontra na região da Lombardia e Trentino-Alto Adige da  Itália. O ponto mais alto é o Ortles com 3.905 m.

## Localização
Os Alpes Réticos meridionais estão rodeados ao Norte pelos Alpes Réticos orientais, a Nordeste com Alpes Réticos ocidentais dos quais estão separados pelo Passo dello Stelvio e pelo rio Adda, a Sudoeste pelos Alpes e Pré-Alpes Bergamascos, e a Sul pelos Alpes e Pré-Alpes Bergamascos.
Este maciço não se encontra na linha da cordilheira principal alpina, mas sim no prolongamento dos Alpes Réticos ocidentais.

## SOIUSA
A Subdivisão Orográfica Internacional Unificada do Sistema Alpesno (SOIUSA) dividiu em 2005 os Alpes em duas grandesPartes: Alpes Ocidentais e Alpes Orientais, separados pela linha formada pelo  Rio Reno - Passo de Spluga - Lago de Como - Lago de Lecco.
A secção alpina dos Alpes Réticos meridionais é formada pelos Alpes de Ortles, Alpes do Vale de Non, Alpes de Adamello e de Presanella, e as Dolomitas de Brenta.

### Classificação  SOIUSA
Segundo a SOIUSA este acidente geográfico é uma Secção alpina  com as seguintes características:
- Parte = Alpes Orientais
- Grande sector alpino = Alpes Orientais-Sul
- Secção alpina = Alpes Réticos meridionais
- Código = II/C-28

## Imagens

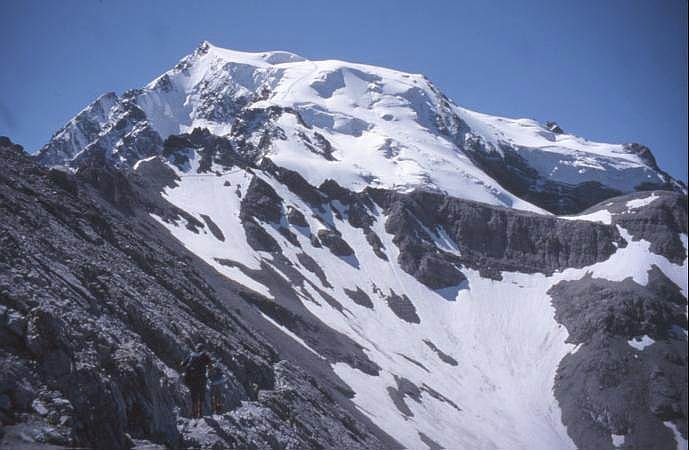
O Ortler